# Arcidiocesi di Palo
L'arcidiocesi di Palo (in latino: Archidioecesis Palensis) è una sede metropolitana della Chiesa cattolica nelle Filippine. Nel 2021 contava 1.500.000 battezzati su 1.563.320 abitanti. È retta dall'arcivescovo John Forrosuelo Du.

## Territorio
L'arcidiocesi comprende la provincia filippina di Leyte, ad eccezione di quattro comuni nella parte settentrionale della provincia, che appartengono alla diocesi di Naval, e di sei comuni nella parte sud-orientale della stessa provincia, che appartengono alla diocesi di Maasin.
Sede arcivescovile è la città di Palo, dove si trova la cattedrale della Trasfigurazione del Signore.
Il territorio si estende su 4.620 km² ed è suddiviso in 84 parrocchie.

### Provincia ecclesiastica
La provincia ecclesiastica di Palo, istituita nel 1982, comprende le seguenti suffraganee:
- la diocesi di Calbayog, eretta il 10 aprile 1910;
- la diocesi di Borongan, eretta il 22 ottobre 1960;
- la diocesi di Catarman, eretta il 5 dicembre 1974;
- la diocesi di Naval, eretta il 29 novembre 1988.

La provincia ecclesiastica si estende sulle province civili filippine di Leyte (in parte), Biliran, Northern Samar, Samar e Eastern Samar.

## Storia
La diocesi di Palo fu eretta il 28 novembre 1937 con la bolla Si qua in orbe di papa Pio XI, ricavandone il territorio dalla diocesi di Calbayog. Originariamente era suffraganea dell'arcidiocesi di Cebu.
Il 23 marzo 1968 cedette una porzione del suo territorio a vantaggio dell'erezione della diocesi di Maasin.
Il 15 novembre 1982 è stata elevata al rango di arcidiocesi metropolitana con la bolla Ad fidelium di papa Giovanni Paolo II.
Il 29 novembre 1988 ha ceduto un'altra porzione di territorio a vantaggio dell'erezione della diocesi di Naval.
Il passaggio del tifone Haiyan nel novembre 2013 ha distrutto o reso inagibili la maggior parte delle strutture principali dell'arcidiocesi, tra cui la cattedrale, il palazzo arcivescovile e i diversi seminari.

## Cronotassi dei vescovi
Si omettono i periodi di sede vacante non superiori ai 2 anni o non storicamente accertati.
- Manuel Mascariñas y Morgia † (16 dicembre 1937 - 12 novembre 1951 nominato vescovo di Tagbilaran)
- Lino Rasdesales Gonzaga † (12 novembre 1951 - 12 agosto 1966 nominato arcivescovo di Zamboanga)
- Teotimo Cruel Pacis, C.M. † (18 novembre 1966  - 23 maggio 1969 nominato vescovo di Legazpi)
- Manuel Sandalo Salvador † (21 ottobre 1969 - 25 settembre 1972 dimesso)
- Cipriano Urgel Villahermosa † (12 aprile 1973 - 22 aprile 1985 deceduto)
- Pedro Rosales Dean (12 ottobre 1985 - 18 marzo 2006 ritirato)
- Jose Serofia Palma (18 marzo 2006 - 15 ottobre 2010 nominato arcivescovo di Cebu)
- John Forrosuelo Du, dal 25 febbraio 2012

## Statistiche
L'arcidiocesi nel 2021 su una popolazione di 1.563.320 persone contava 1.500.000 battezzati, corrispondenti al 95,9% del totale.
| anno | popolazione | popolazione | popolazione | presbiteri | presbiteri | presbiteri | presbiteri                | diaconi | religiosi | religiosi | parrocchie |
| anno | battezzati  | totale      | %           | numero     | secolari   | regolari   | battezzati per presbitero | diaconi | uomini    | donne     | parrocchie |
| ---- | ----------- | ----------- | ----------- | ---------- | ---------- | ---------- | ------------------------- | ------- | --------- | --------- | ---------- |
| 1949 | 970.890     | 1.000.000   | 97,1        | 81         | 67         | 14         | 11.986                    |         | 15        | 41        | 53         |
| 1970 | 875.135     | 942.738     | 92,8        | 105        | 77         | 28         | 8.334                     |         | 32        | 65        | 46         |
| 1980 | 973.282     | 1.020.857   | 95,3        | 105        | 79         | 26         | 9.269                     |         | 27        | 78        | 52         |
| 1990 | 1.690.860   | 1.820.440   | 92,9        | 138        | 121        | 17         | 12.252                    |         | 19        | 66        | 44         |
| 1999 | 1.120.505   | 1.186.211   | 94,5        | 137        | 128        | 9          | 8.178                     |         | 9         | 94        | 49         |
| 2000 | 1.120.505   | 1.186.211   | 94,5        | 137        | 127        | 10         | 8.178                     |         | 11        | 118       | 49         |
| 2001 | 1.257.977   | 1.572.472   | 80,0        | 128        | 119        | 9          | 9.827                     |         | 10        | 119       | 49         |
| 2002 | 1.257.977   | 1.572.472   | 80,0        | 133        | 123        | 10         | 9.458                     |         | 11        | 119       | 50         |
| 2003 | 1.257.977   | 1.572.472   | 80,0        | 142        | 127        | 15         | 8.858                     |         | 17        | 125       | 50         |
| 2004 | 1.257.977   | 1.572.472   | 80,0        | 144        | 130        | 14         | 8.735                     |         | 15        | 130       | 52         |
| 2013 | 1.439.000   | 1.863.000   | 77,2        | 163        | 137        | 26         | 8.828                     |         | 36        | 162       | 65         |
| 2016 | 1.422.219   | 1.567.984   | 90,7        | 190        | 156        | 34         | 7.485                     |         | 55        | 189       | 68         |
| 2019 | 1.449.300   | 1.583.890   | 91,5        | 189        | 157        | 32         | 7.668                     |         | 42        | 161       | 70         |
| 2021 | 1.500.000   | 1.563.320   | 95,9        | 177        | 149        | 28         | 8.474                     |         | 36        | 194       | 84         |